# Miss Rio Grande do Sul 2012
O concurso que elegeu a Miss Rio Grande do Sul 2012 aconteceu no dia 22 de dezembro de 2011. A vencedora foi Gabriela Markus, representante do município de Teutônia.

## Resultados
| Colocação                   | Município/Candidata |
| Miss Rio Grande do Sul 2012 | - Teutônia - Gabriela Markus |
| 2º. Lugar                   | - Pelotas - Athena Cunha |
| 3º. Lugar                   | - Santa Maria - Vitória Bisognin |
| 4º. Lugar                   | - Porto Alegre - Suelen Camargo |
| 5º. Lugar                   | - Osório - Luiza Bastos |
| Semifinalistas Top 15:      | - Bagé - Thamires Pereira Sonaglio - Caçapava do Sul - Bruna Osório - Capão da Canoa - Sheyla Clarinda Germano - Garibaldi - Lais Berté - Gramado - Daiani Lize Spitzmacher dos Reis - Guaíba - Daniela Pereda - Lajeado - Francielly Costa - Novo Hamburgo - Ana Paula dos Santos - Rio Grande - Ingrid Kieling Faria Britto - São Francisco de Paula - Raquel Benetti |

## Candidatas
Candidatas que disputaram o Miss Rio Grande do Sul 2012.
| - Arroio do Tigre - Estella Maris Billing - Bagé - Thamires Pereira Sonaglio - Caçapava do Sul - Bruna Osório - Candelária - Tanandra Assman da Luz - Canoas - Vanessa Kisiolar - Capão da Canoa - Sheyla Clarinda Germano - Caxias do Sul - Marthina Brandt - Doutor Ricardo - Natalia Potrich - Erechim - Franciele Rohr - Garibaldi - Lais Berté - Gramado - Daiani Lize dos Reis - Gravataí - Daiane de Freitas - Guaíba - Daniela Pereda - Harmonia - Maria Lua Streeit - Ijuí - Jessica Rocha Ferragut | - Lajeado - Francielly Costa - Novo Hamburgo - Ana Paula dos Santos - Osório - Luisa Bastos Nava - Passo Fundo - Barbara Boller - Pelotas - Athena Cunha - Porto Alegre - Suélen Camargo - Rio Grande - Ingrid Kieling Faria Britto - Rosário do Sul - Camila Paiva - Santa Maria - Vitória Bisognin - Santiago - Carla Munareto Nedel - São Francisco de Paula - Raquel Benetti - Teutônia - Gabriela Markus - Tramandaí - Diana Tisott - Três Coroas - Kaiulaini Schultz Rosa Lopes - Viamão - Luciana Sabino |

### Jurados da Final
| Jurado                  | Profissão                  |
| Natália Anderle         | Miss Brasil 2008           |
| Alexandre Dutra         | Estilista                  |
| Rafaela Zanella         | Miss Brasil 2006           |
| Spervio Zukov           | Diretor de Operações       |
| Carmen Flores           | Empresária/Atriz           |
| Cyro Santiago Rodrigues | Diretor Executivo M.Grupo  |
| Fabianne Niclotti       | Miss Brasil 2004           |
| Beatriz Dockhorn        | Diretora                   |
| Gigi Nevis              | Diretora de Relacionamento |
| Daniel Skowronsky       | Publicitário               |
| Zélia Lewandowski       | Diretora                   |

## Informações sobre as candidatas
- Raquel Benetti disputou o Miss Rio Grande do Sul 2007 que no qual não obteve classificação e Miss Rio Grande do Sul 2011 em que foi vice-colocada ,ambos representando o município de Sapiranga,